# Бордмен (Огайо)
Бордмен (англ. Boardman) — переписна місцевість (CDP) в США, в окрузі Магонінґ штату Огайо. Населення — 35 376 осіб (2010).

## Географія
Бордмен розташований за координатами 41°1′59″ пн. ш. 80°39′56″ зх. д. / 41.03306° пн. ш. 80.66556° зх. д. (41.033132, -80.665596).  За даними Бюро перепису населення США в 2010 році переписна місцевість мала площу 39,61 км², з яких 39,16 км² — суходіл та 0,45 км² — водойми.

## Демографія
Згідно з переписом 2010 року, у переписній місцевості мешкало 35 376 осіб у 15 682 домогосподарствах у складі 9536 родин. Густота населення становила 893 особи/км².  Було 17053 помешкання (431/км²).
Расовий склад населення:
| - 89,6 % — білих - 6,4 % — чорних або афроамериканців - 1,2 % — азіатів - 0,1 % — корінних американців |

До двох чи більше рас належало 1,7 %. Частка іспаномовних становила 3,3 % від усіх жителів.
За віковим діапазоном населення розподілялося таким чином: 20,0 % — особи молодші 18 років, 61,6 % — особи у віці 18—64 років, 18,4 % — особи у віці 65 років та старші. Медіана віку мешканця становила 43,8 року. На 100 осіб жіночої статі у переписній місцевості припадало 90,7 чоловіків;  на 100 жінок у віці від 18 років та старших — 86,9 чоловіків також старших 18 років.
Середній дохід на одне домашнє господарство  становив 62 346 доларів США (медіана — 49 560), а середній дохід на одну сім'ю — 76 847 доларів (медіана — 61 282). Медіана доходів становила 47 000 доларів для чоловіків та 36 147 доларів для жінок. За межею бідності перебувало 10,0 % осіб, у тому числі 13,1 % дітей у віці до 18 років та 7,0 % осіб у віці 65 років та старших.
Цивільне працевлаштоване населення становило 18 132 особи. Основні галузі зайнятості: освіта, охорона здоров'я та соціальна допомога — 25,1 %, роздрібна торгівля — 17,6 %, виробництво — 11,6 %, мистецтво, розваги та відпочинок — 8,9 %.